# Franco Nero
Franco Nero (Parma, 23. studenog 1941.), pravoga imena Francesco Clemente Giuseppe Sparanero, međunarodno je priznati talijanski filmski i televizijski glumac koji se proslavio ulogama u špageti vesternima šezdesetih godina XX. stoljeća, napose u hvaljenom filmu »Django«. Među dvjestotinjak uloga u filmovima i serijama raznih žanrova ističu se uloge u »Bibliji«, »Plaćeniku«, »Pajdašima« i »Sili s Navaronea«, a hrvatskoj javnosti je poznatiji po ulogama u »Bitci na Neretvi« i »Banović Strahinji«. Oženjen je glumicom Vanessom Redgrave te imaju sina Carla Gabriela, filmskog redatelja. Dobitnik je Nagrade »Donatellov David« Talijanske filmske akademije za najbolju mušku ulogu (1968.).

## Vanjske poveznice
- Franco Nero u internetskoj bazi filmova IMDb-u (engl.)